# Kulturní centrum Golf
Kulturní centrum Golf je komplex brutalistických staveb ve městě Semily.

## Historie
Budova byla navržena roku 1972 architektem Pavlem Švancerem. Z důvodu nedostatku peněz byla budova stavěna brigádnicky v rámci akce Z až dva roky po dokončení projektové dokumentace. Byla stavěna jako podniková budova podniku Kolora a byla dokončována i v posledních hodinách před slavnostním otevřením. To se konalo 8. prosince 1979. Středisko bylo rozděleno do tří částí a v roce 1986 k němu přibyla budova hotelu, postavená ve stejném stylu.
Po sametové revoluci budova připadla do rukou státu. Roku 2003 město odkoupilo zanedbanou budovu kulturního centra za 3 miliony korun. Roku 2014 byla budova Kulturního centra Golf zateplena. Přilehlý hotel byl zakoupen městem Semily v roce 2019 za 3,675 milionu korun. Město pak usilovalo o zapsání komplexu jako kulturní památky. Tomuto záměru Ministerstvo kultury ČR nevyšlo vstříc a příslušný návrh zamítlo. Místní správa však hodlá nadále s objektem zacházet jako s významným kulturním dědictvím.

## Popis

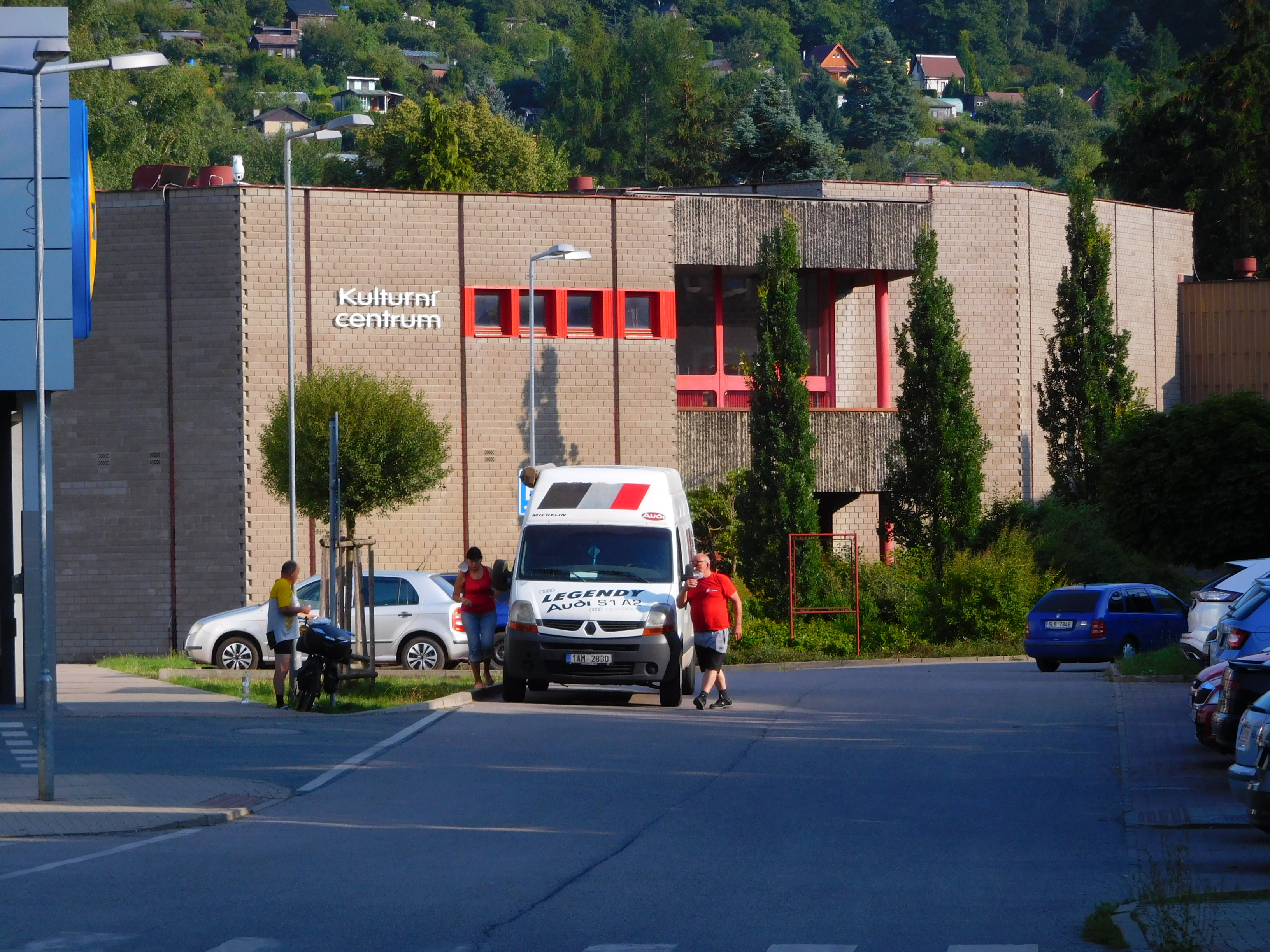
Kulturní centrum Golf, pohled z ulice Na Mýtě

Kulturní centrum Golf je postaveno ve stylu brutalismu 70. a 80. let 20. století.